# Wladimir Romanowitsch Bakaleinikoff
Wladimir Romanowitsch Bakaleinikoff (Владимир Романович Бакалейников, Wladimir Romanowitsch Bakaleinikow; * 21. Septemberjul. / 3. Oktober 1885greg. in Moskau; † 5. November 1953 in Pittsburgh) war ein amerikanischer Bratschist, Dirigent und Komponist russischer Herkunft.
Der Sohn des Klarinettisten Roman Bakaleinikoff kam 1926 mit seiner Frau in die USA. Im Folgejahr wurde er Erster Bratschist und Assistent des Dirigenten Fritz Reiner beim Cincinnati Symphony Orchestra. Seit 1938 war er Dirigent des Pittsburgh Symphony Orchestra, wo er der erste Lehrer von Lorin Maazel wurde. Er veröffentlichte 1938 das Lehrbuch Elementary Rules of Conducting for Orchestra, Band and Chorus und 1943 Memoiren unter dem Titel Записки музыканта (Notes of a Musician). Als Komponist trat er überwiegend mit Kammermusik hervor. Auch seine Brüder Nikolai, Michail (Mischa) und Constantin wurden als Komponisten bekannt.